# Styphlodromus bicolor
Styphlodromus bicolor é uma espécie de carabídeo da tribo Brachinini.